# Agrostis schleicheri
Agrostis schleicheri là một loài thực vật có hoa trong họ Hòa thảo. Loài này được Jord. & Verl. mô tả khoa học đầu tiên năm 1855.